# Пробощовиці (Сілезьке воєводство)
Пробощовиці (пол. Proboszczowice) — село в Польщі, у гміні Тошек Гливицького повіту Сілезького воєводства.
Населення — 166 осіб (2011).
У 1975—1998 роках село належало до Катовицького воєводства.

## Назва
В латинській книзі Liber fundationis episcopatus Vratislaviensis (укр. Книга зарплат Вроцлавського єпископату) написаній за часів єпископату Генрика з Вєжбна в 1295–1305 місцевість згадується в латинській формі Probostenitz як село що фінансувалось на польському праві iure polonico у фрагменті Probostenitz solvitur decima more polonico.
В алфавітному переписі місцевості з Шльонського терену, виданому Йоанною Кнє в 1830 році у Вроцлаві, місцевість згадується під вже польською назвою Proboszczowice та німецькою Proboszczowitz. Через польське походження, у часи гітлерівського режиму (1936-1945), назву місцевості було змінено на німецький еквівалент - Probstfelde.

## Демографія
Демографічна структура станом на 31 березня 2011 року:
|          | Загалом | Допрацездатний вік | Працездатний вік | Постпрацездатний вік |
| -------- | ------- | ------------------ | ---------------- | -------------------- |
| Чоловіки | 90      | 13                 | 64               | 13                   |
| Жінки    | 76      | 6                  | 43               | 27                   |
| Разом    | 166     | 19                 | 107              | 40                   |